# Потоцкий, Мауриций Станислав
Мауриций Станислав Потоцкий (пол. Maurycy Stanisław Potocki; 16 мая 1894, Яблонна — 15 мая 1949, Лондон) — польский граф и помещик, военный и общественный деятель.

## Биография
Представитель польского дворянского рода Потоцких герба «Пилява». Единственный сын Августа Потоцкого (1847—1905) и Евгении Войнич-Сяноженцкой (1870—1925).
В 1906 году он унаследовал имения Яблонна, Непорент и Бялобжеги общей площадью около 7800 гектаров. Какое-то время находился в Англии на учёбе, не смог получить диплома. Участвовал в Первой мировой войне в качестве офицера 1-го Польского корпуса генерала Юзефа Довбор-Мусницкого. Принимал участие в Польско-украинской (1918—1919) и Польско-Советской войнах (1919—1921). Уволился с военной службы в звании поручика улан в резерве.
В межвоенные годы Мауриций Станислав Потоцкий не принимал активности в политической жизни. В мае 1926 году он был в числе лиц, сопровождавших Юзефа Пилсудского на встрече с президентом Станиславом Войцеховским на Мосту Понятовского. Маурицкий Станислав Потоцкий находился в дружеских отношениях с польской политической элитой. Участвовал в спортивной жизни как один из создателей Польского Автоклуба и участник авторалли и коллекционировал гоночные автомобили. Также он был видным членом Польской охотничьей ассоциации: во время охотничьих поездок Потоцкий встретился с рядом иностранных сановников, в том числе Германом Герингом и графом Галеаццо Чиано. Иногда он организовывал охоту в своих владениях в Яблонне. В 1926 году Потоцкий подарил два полотна Бернардо Беллотто Королевскому замку в Варшаве. В 1922 году Потоцкий основал стекольный завод «Яблонна» на котором работало 250 человек, и который обеспечил ему большую часть доходов.
В сентябре 1939 года, во время вторжения в Польшу, Потоцкий был членом гражданской гвардии Варшавы (Straz Obywatelska), а во время войны, с разрешения Союза вооружённой борьбы, поддерживал контакты с немецкими чиновниками, основываясь на своих довоенных отношениях. Неоднократно вмешивался в вопросы освобождения арестованных людей. После такого вмешательства, 15 августа 1942 года был освобождён, в частности, Владислав Студницкий. Жилой дом в Варшаве, который принадлежал Потоцкому, в котором размещался ресторан «За Котара», являлся штаб-квартирой 5-го отдела главной комендатуры Армии Краевой.
После поражения Варшавского восстания Потоцкий отправился в Ойцув под Краковом, где в марте 1945 года был арестован Управлением Безопасности. Он был заключён в тюрьму в городе Кельце. В августе 1945 года тюрьму в Кельце захватили «проклятые солдаты» под командования Антония Хеды, так что Потоцкий получил свободу. Вскоре после этого Потоцкий нелегально покинул Польшу и осенью 1945 года прибыл в Лондон, где умер 15 мая 1949 года.
Мауриций Станислав Потоцкий был награждён Крестом Virtuti Militari 5-го класса и дважды Крестом Храбрых.

## Семья
1-я жена с ок. 1910 года княгиня Тереза Воронецкая (1893—1948), дочь князя Мечислава Воронецкого (1848—1908) и графини Марии Дрогоевской (1857—1939). Этот брак был бездетным и признан недействительным в 1928 году.
2-я жена с 1929 года дважды разведённая актриса Мария Гонсёровская (род. 1900), дочь Станислава Анджея Гонсёровского и Сесилии Цезарии Романы Рутковской. Супруги имели единственную дочь:
- Наталия Мария Янина Потоцкая (21 сентября 1929 — 8 сентября 1974), 1-й муж с 1947 года Ричард Дженнер (род. 1920), 2-й муж с 1958 года Винцент Козелл-Поклевский (род. 1929).